# Theresia Fröwis

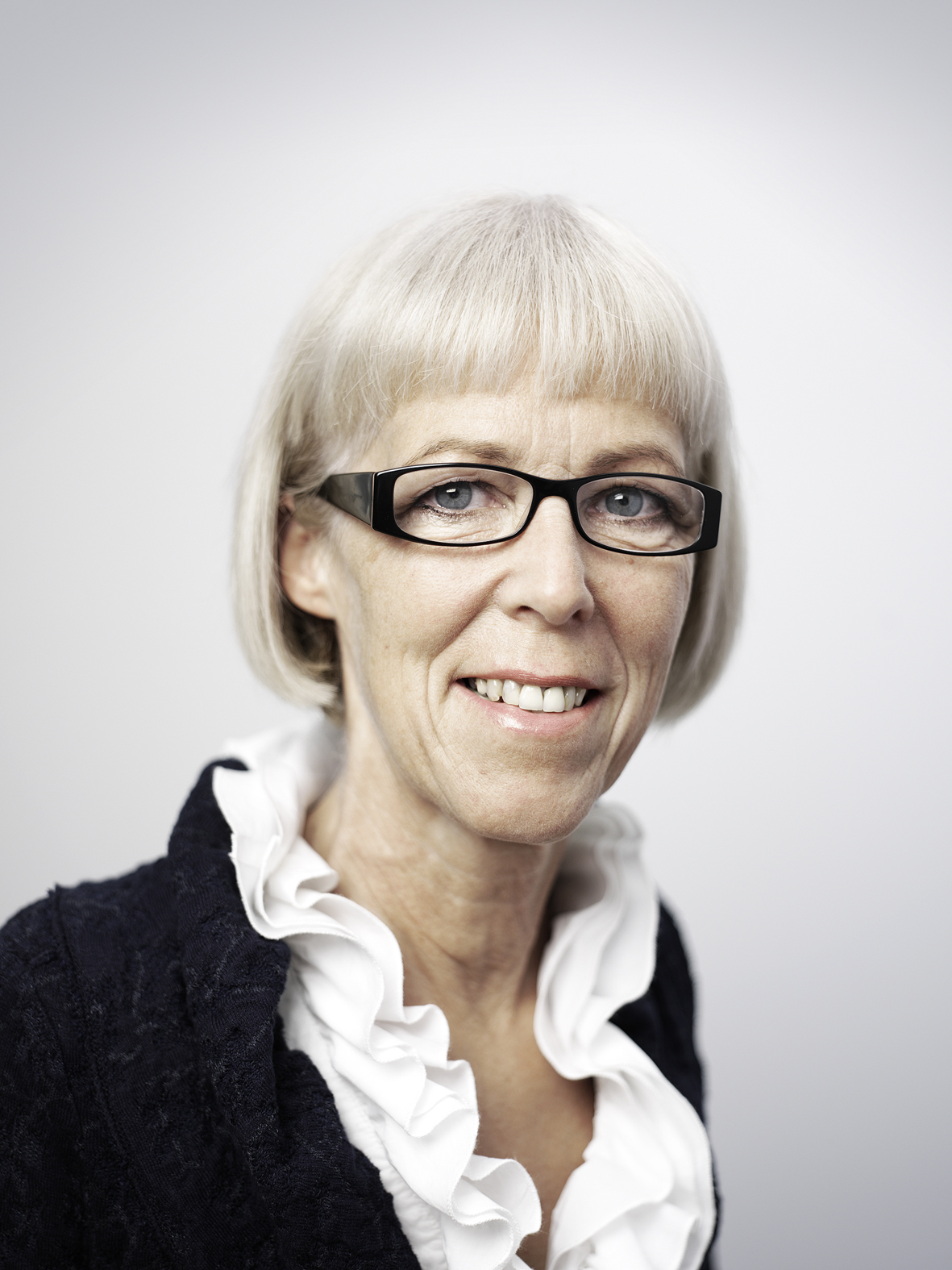
Theresia Fröwis (2010)

Theresia Fröwis (* 24. August 1956 in Bezau; geborene Theresia Kaufmann) ist eine österreichische Politikerin (ÖVP). Sie war von 2004 bis 2014 Abgeordnete zum Vorarlberger Landtag.

## Ausbildung und Beruf
Theresia Fröwis wurde am 24. August 1956 als Tochter von Ernst und Anna Kaufmann in der Bregenzerwäldergemeinde Bezau geboren. Sie besuchte die Volks- und Hauptschule in Bezau und absolvierte anschließend eine 3-jährige Ausbildung an der Fachschule für wirtschaftliche Frauenberufe Marienberg in Bregenz. Anschließend besuchte sie ein Jahr lang ein Institut français in Paris und absolvierte die einjährige Ausbildung zur Textilkauffrau an der Textilschule Dornbirn.
Den Einstieg ins Berufsleben machte Theresia Fröwis mit einer dreijährigen Beschäftigung in der Exportabteilung einer Stickerei in Altach. Anschließend arbeitete sie vier Jahre lang als Exportleiterin der Stickerei Walter Natter in Lustenau. Seit dem Jahr 1982 ist Theresia Fröwis hauptberuflich als Miteigentümerin eines Orthopädiefachgeschäfts in ihrer Heimatgemeinde Bezau tätig.

## Politische Karriere
Fröwis ist seit 1984, als sie in die Österreichische Frauenbewegung und den Österreichischen Wirtschaftsbund, zwei Teilorganisationen der Österreichischen Volkspartei, eintrat, politisch aktiv. Von 2000 bis 2005 war Theresia Fröwis auf Gemeindeebene Ansprechpartnerin für Frauen, seit 2005 Ersatzmitglied der Bezauer Gemeindevertretung.
Nach der Landtagswahl in Vorarlberg 2004 wurde Theresia Fröwis am 20. Oktober 2004 erstmals als Abgeordnete zum Vorarlberger Landtag angelobt. Sie war dabei innerhalb des ÖVP-Landtagsklubs Bereichssprecherin für Frauen und kandidierte bei der Landtagswahl 2009 auf Platz 16 der ÖVP-Landesliste. In der Legislaturperiode von 2009 bis 2014 war Fröwis Bereichssprecherin der ÖVP für Umwelt und Entwicklungszusammenarbeit sowie Soziales und im Landtag Vorsitzende des Umweltausschusses. Nach der Landtagswahl 2014, in deren Vorfeld Fröwis bereits angekündigt hatte, nicht erneut zu kandidieren, schied sie mit der Angelobung der neuen Landtagsabgeordneten am 15. Oktober 2014 aus dem Landtag aus.

## Privatleben
Theresia Fröwis ist seit 1982 mit Georg Fröwis verheiratet und Mutter von vier Söhnen (* 1983, 1985, 1987 und 1989). Sie wohnt in Bezau.
In ihrer Freizeit ist Theresia Fröwis insbesondere im Rahmen der Pfadfinderbewegung engagiert. So war sie unter anderem Leiterin der Pfadfindergruppe Bezau, von 1978 bis 1982 Landesleiterin der Vorarlberger Pfadfinder, von 1982 bis 2000 Vizepräsidentin der Vorarlberger Pfadfinder und ist seit dem Jahr 2000 Präsidiumsmitglied der Vorarlberger Pfadfinder. Bis 1982 gehörte sie darüber hinaus für die Pfadfinder dem Landesjugendbeirat an.